# Torneio de xadrez de Petrópolis de 1973
O Torneio de xadrez de Petrópolis de 1973 foi um Torneio Interzonal realizado com o objetivo de selecionar três jogadores para participar do Torneio de Candidatos de 1974, que foi o Torneio de Candidatos do ciclo 1973-1975 para escolha do desafiante ao título no Campeonato Mundial de Xadrez de 1975. A competição foi realizada na cidade de  Petrópolis de 23 de julho a 17 de agosto e teve como vencedor Henrique Mecking.

## Tabela de resultados[1][3]
|    |                     | Rating | 1 | 2 | 3 | 4 | 5 | 6 | 7 | 8 | 9 | 10 | 11 | 12 | 13 | 14 | 15 | 16 | 17 | 18 | Total |
| -- | ------------------- | ------ | - | - | - | - | - | - | - | - | - | -- | -- | -- | -- | -- | -- | -- | -- | -- | ----- |
| 1  | Henrique Mecking    | 2575   | - | ½ | ½ | ½ | 1 | ½ | ½ | 1 | ½ | ½  | 1  | ½  | ½  | 1  | ½  | 1  | 1  | 1  | 12    |
| 2  | Efim Geller         | 2585   | ½ | - | ½ | ½ | ½ | 1 | ½ | ½ | ½ | 1  | ½  | ½  | 1  | 1  | 0  | 1  | 1  | 1  | 11½   |
| 3  | Lev Polugaevsky     | 2640   | ½ | ½ | - | 1 | ½ | ½ | ½ | ½ | ½ | ½  | ½  | 0  | 1  | 1  | 1  | 1  | 1  | 1  | 11½   |
| 4  | Lajos Portisch      | 2645   | ½ | ½ | 0 | - | ½ | ½ | ½ | ½ | 1 | ½  | 1  | ½  | 1  | ½  | 1  | 1  | 1  | 1  | 11½   |
| 5  | Vasily Smyslov      | 2600   | 0 | ½ | ½ | ½ | - | 0 | 1 | ½ | ½ | 1  | ½  | ½  | 1  | 1  | ½  | 1  | 1  | 1  | 11    |
| 6  | David Bronstein     | 2585   | ½ | 0 | ½ | ½ | 1 | - | 0 | ½ | ½ | 1  | 1  | 1  | ½  | 1  | ½  | 1  | 1  | 0  | 10½   |
| 7  | Vlastimil Hort      | 2610   | ½ | ½ | ½ | ½ | 0 | 1 | - | 1 | 0 | 0  | 1  | ½  | ½  | ½  | 1  | ½  | 1  | 1  | 10    |
| 8  | Vladimir Savon      | 2570   | 0 | ½ | ½ | ½ | ½ | ½ | 0 | - | ½ | 0  | 1  | 1  | ½  | ½  | 1  | 1  | ½  | 1  | 9½    |
| 9  | Borislav Ivkov      | 2535   | ½ | ½ | ½ | 0 | ½ | ½ | 1 | ½ | - | ½  | ½  | ½  | ½  | ½  | ½  | 1  | ½  | ½  | 9     |
| 10 | Ljubomir Ljubojević | 2570   | ½ | 0 | ½ | ½ | 0 | 0 | 1 | 1 | ½ | -  | 0  | 1  | ½  | 0  | 1  | ½  | 1  | 1  | 9     |
| 11 | Samuel Reshevsky    | 2575   | 0 | ½ | ½ | 0 | ½ | 0 | 0 | 0 | ½ | 1  | -  | 1  | ½  | ½  | 1  | 1  | ½  | 1  | 8½    |
| 12 | Oscar Panno         | 2580   | ½ | ½ | 1 | ½ | ½ | 0 | ½ | 0 | ½ | 0  | 0  | -  | ½  | ½  | ½  | ½  | 1  | 1  | 8     |
| 13 | Paul Keres          | 2605   | ½ | 0 | 0 | 0 | 0 | ½ | ½ | ½ | ½ | ½  | ½  | ½  | -  | ½  | ½  | 1  | 1  | 1  | 8     |
| 14 | Florin Gheorghiu    | 2530   | 0 | 0 | 0 | ½ | 0 | 0 | ½ | ½ | ½ | 1  | ½  | ½  | ½  | -  | 1  | ½  | ½  | 1  | 7½    |
| 15 | Peter Biyiasas      | 2395   | ½ | 1 | 0 | 0 | ½ | ½ | 0 | 0 | ½ | 0  | 0  | ½  | ½  | 0  | -  | ½  | 1  | 1  | 6½    |
| 16 | Tan Lian Ann        | 2365   | 0 | 0 | 0 | 0 | 0 | 0 | ½ | 0 | 0 | ½  | 0  | ½  | 0  | ½  | ½  | -  | ½  | 0  | 3     |
| 17 | Werner Hug          | 2445   | 0 | 0 | 0 | 0 | 0 | 0 | 0 | ½ | ½ | 0  | ½  | 0  | 0  | ½  | 0  | ½  | -  | ½  | 3     |
| 18 | Shimon Kagan        | 2405   | 0 | 0 | 0 | 0 | 0 | 1 | 0 | 0 | ½ | 0  | 0  | 0  | 0  | 0  | 0  | 1  | ½  | -  | 3     |
Os três jogadores empatados em segundo lugar jogaram um torneio desempate, em quatro voltas, na cidade eslovena de Portorož, para completar as duas outras vagas. 
|   |                 | Rating | 1    | 2    | 3    | Total |
| - | --------------- | ------ | ---- | ---- | ---- | ----- |
| 1 | Lajos Portisch  | 2650   | -    | 11== | =1== | 5½    |
| 2 | Lev Polugaevsky | 2625   | 00== | -    | 110= | 3½    |
| 3 | Efim Geller     | 2605   | =0== | 001= | -    | 3     |